# Leeds Industrial Museum

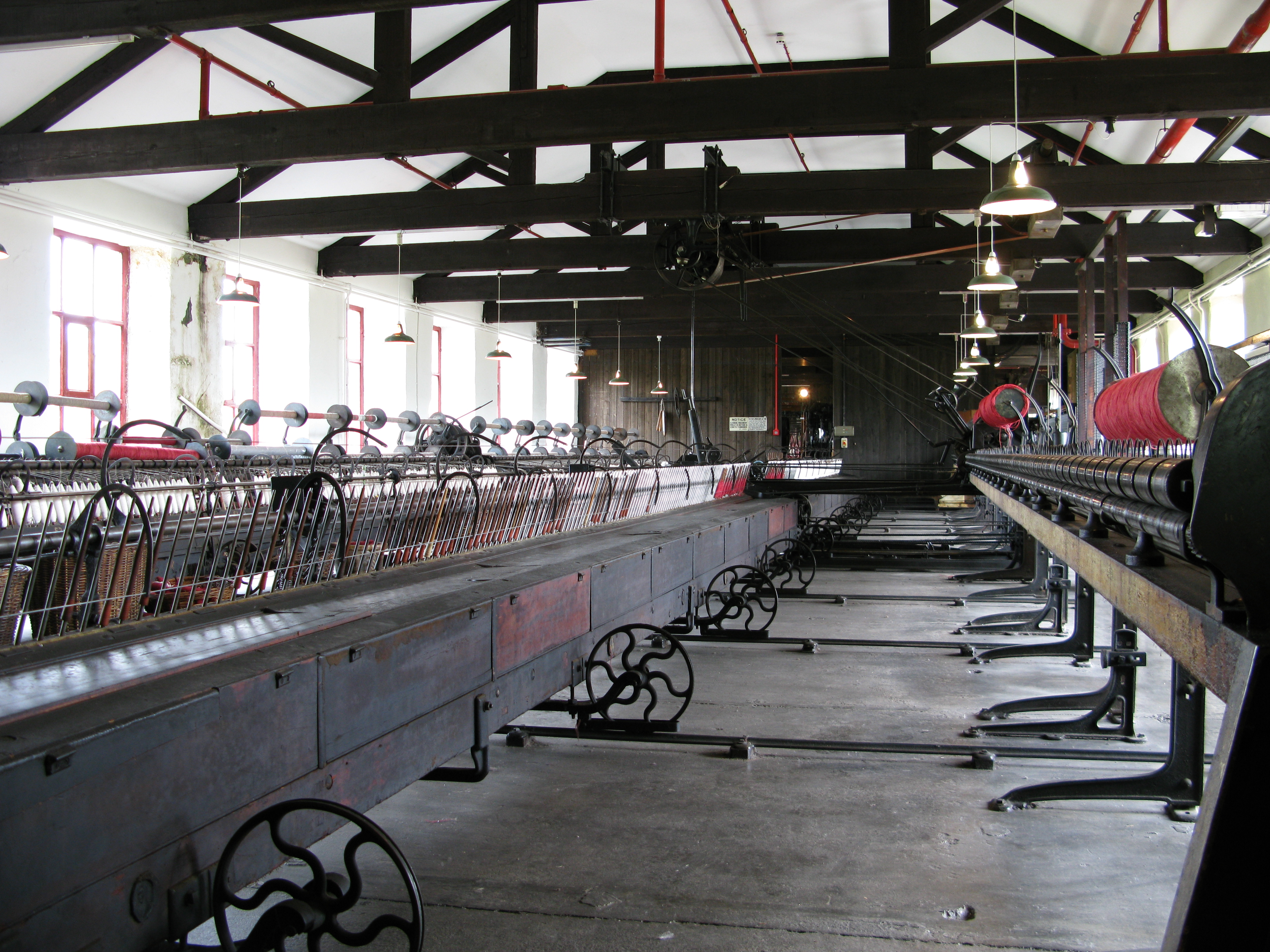

Het Leeds Industrial Museum is een museum in het Engelse Armley bij Leeds. Het industriemuseum bevindt zich in de Armley Mills, ooit de grootste wolspinnerij ter wereld. Tot de collectie van het museum behoren textielmachines (spinning mule), spoorweguitrusting en industriële voorwerpen. 